# Moto E4
El Moto E4 es un teléfono inteligente con sistema operativo Android desarrollados por Motorola Mobility, una subsidiaria de Lenovo. Fue lanzados al mercado en junio de 2017 y se le considera como teléfono de bajo costó con una batería de larga duración.

## Características
El modelo E4 tiene una batería de 2.800 mAh y el E4 Plus tiene una batería de 5.000 mAh. El Moto E4 tiene una cámara de 8 megapíxeles, mientras que la versión Plus tiene una de 13 megapíxeles. Ambas variantes cuentan con memorias ROM personalizadas disponibles

## Comparación
|                         | Moto E 4 (2017)                                              | Moto E 4 Plus (2017)                                                       |
| ----------------------- | ------------------------------------------------------------ | -------------------------------------------------------------------------- |
| Almacenamiento interno  | 16 GB                                                        | 16 GB                                                                      |
| Monitor                 | 5,0 pulgadas                                                 | 5,5 pulgadas                                                               |
| Procesador              | Europa: Mediatek MT6737 </br> Estados Unidos: Snapdragon 425 | Europa e India: Mediatek MT6737 </br> Estados Unidos: Snapdragon 425 y 427 |
| Memoria                 | 2 GB                                                         | 3 GB                                                                       |
| Cámara trasera          | 8 MP                                                         | 13 MP                                                                      |
| Cámara frontal          | Si, 5 MP                                                     | Si, 5 MP                                                                   |
| Flash                   | Sí                                                           | Sí                                                                         |
| Cámara de inicio rápido | sí                                                           | sí                                                                         |
| Versión de Android      | 7.1.1 (en el lanzamiento)                                    | 7.1.1 (en el lanzamiento)                                                  |
| NFC                     | Sí (EE. UU .: No)                                            | Sí (EE. UU .: No)                                                          |
| Batería extraíble       | Si, 2800 mAh removible                                       | No, 5000 mAh no removible                                                  |

Ambos modelos usan:
- micro-SIM
- Puerto de alimentación micro-USB B
- Bluetooth versión 4.2 LE.